# Stromatocyphella
Stromatocyphella es un género de hongos en la familia Marasmiaceae. El género contiene tres especies propias de América del Norte.